# 彩美智瑠
彩美智瑠（日语：／，10月19日—），現寶塚歌劇團月組娘役。暱稱，東京都目黑區人，曾就讀於洗足學園高等學校，身高163公分。

## 簡介
- 2013年，進入寶塚歌劇團[2][3]，99期生。同期生有美園櫻(前月組主演娘役)、帆純まひろ(前花組男役)、小桜ほのか(現星組娘役)、亞蓮冬馬(前花組男役)。初次登台表演是雪組公演『ベルサイユのばら-フェルゼン編-(凡爾賽玫瑰-菲爾遜篇)』[3]。翌年2月11日，被分到雪組。[3]
- 2015年，擔任『星逢一夜』新人公演女主角[4][5]，另外還擔任過『るろうに剣心(神劍闖江湖)』[6]、『壬生義士傳』新人公演女主角。[7][8]
- 2016年，擔任KAAT神奈川藝術劇場、梅田藝術劇場公演『ドン・ジュアン(唐璜)』女主角，這是她第一次擔任東上(東京特別公演)女主角[9][10][11]。翌年『CAPTAIN NEMO(尼莫船長，改編儒勒·凡尔纳原作小說「海底两万里」』再次擔任東上(東京特別公演)女主角。[12]
- 2021年11月15日，被調去月組[13][14]。翌年『ELPIDIO(埃爾皮迪奧)』第三度擔任東上(東京特別公演)女主角。[15][16]
- 2023年，暫時代替因故休演的海乃美月演出『フリューゲル－君がくれた翼－(Flügel─你給予我的翅膀─)』的ナディア・シュナイダー(娜迪亞・休奈達)一角。[17]
- 將於2025年11月16日 『GUYS AND DOLLS(紅男綠女)』東京寶塚劇場公演結束後退團[18]。

## 寶塚歌劇團時期

### 初舞台
- 2013年4月19日 寶塚大劇場 雪組公演『ベルサイユのばら-フェルゼン編-(凡爾賽玫瑰-菲爾遜篇)』[19]

### 各組巡迴公演
- 2013年6-7月 東京寶塚劇場 雪組公演『ベルサイユのばら-フェルゼン編-(凡爾賽玫瑰-菲爾遜篇)』
- 2013年9-12月 宙組公演『風と共に去りぬ(亂世佳人)』[20]※全國巡迴公演

### 雪組時期
- 2014年6-8月『一夢庵風流記 前田慶次』新人公演 飾演:千代(正式公演:天舞音さら)『My Dream TAKARAZUKA(我的夢想寶塚)』[21]
- 2014年10-11月 寶塚Bow Hall『パルムの僧院-美しき愛の囚人-(帕爾瑪修道院-美麗愛情的囚徒)』飾演:ミネルヴァ(米娜瓦)[22]
- 2015年1-3月 『ルパン三世 -王妃の首飾りを追え!-(魯邦三世-追回王妃的項鍊，改編加藤一彥原作同名漫畫)』飾演:ルイ・シャルル(路易絲・查爾斯) 新人公演 飾演:セラフィーナ(賽拉菲娜)(正式公演:有沙瞳)『ファンシー・ガイ!(奇特的傢伙!)』[23]
- 2015年5月 博多座 『星影の人(星影之人)』飾演:玉菊[24]
- 2015年7-10月 『星逢一夜（ほしあいひとよ）』飾演:浪 新人公演 飾演:泉(正式公演:咲妃美優)『La Esmeralda（ラ エスメラルダ）(翡翠)』[25][26]＊第一次擔任新人公演女主角
- 2015年11月 寶塚Bow Hall『銀二貫』飾演:お市/彦坂鶴之輔（幼少）(阿市/小時候的彦坂鶴之輔)[27]
- 2016年2-5月『るろうに剣心(神劍闖江湖)』飾演:明神彌彥 新人公演 飾演:神谷薫(正式公演:咲妃美優)[28][29][30][31]＊擔任新人公演女主角
- 2016年6-7月 神奈川藝術劇場、梅田藝術劇場 『ドン・ジュアン(唐璜)』飾演:マリア[32][33]＊第一次擔任東上(東京特別公演)女主角
- 2016年7月28-30日 寶塚Bow Hall 『Bow Singing Workshop〜雪〜』[34]
- 2016年10-12月 『私立探偵ケイレブ・ハント(私家偵探迦勒・杭特)』飾演:空港職員(機場工作人員)、新人公演 飾演:レイラ(蕾拉)(正式公演:星南のぞみ)『Greatest HITS!(最偉大的作品!)』[35]
- 2017年2月 寶塚Bow Hall 『New Wave!-雪-』[36]
- 2017年4-7月 『幕末太陽傳』飾演:女郎おつね(妓女阿常) 新人公演 飾演:女郎こはる(妓女小春)(正式公演:星乃あんり)『Dramatic “S”!』[37]
- 2017年8-9月 日本青年館、梅田藝術劇場 『CAPTAIN NEMO(尼莫船長，改編儒勒·凡尔纳原作小說「海底两万里」)』飾演:レティシア(萊蒂西亞)[38][39]＊擔任東上(東京特別公演)女主角
- 2017年11月-2018年2月 『ひかりふる路（みち）〜革命家、マクシミリアン・ロベスピエール〜(光照之路〜革命家馬克西米連・羅伯斯比〜)』飾演:リュシル・デムーラン(盧希‧德穆蘭) 新人公演 飾演:ルノー夫人(盧諾夫人)(正式公演:梨花ますみ)『SUPER VOYAGER!(SUPER VOYAGER!－去向希望之海－)』[40]
- 2018年3-4月 『誠の群像(誠之群像，改編司馬遼太郎原作小說)』飾演:お加代(阿加代)『SUPER VOYAGER!(SUPER VOYAGER!－去向希望之海－)』[41]※全國巡迴公演
- 2018年6-9月 『凱旋門』飾演:ユリア(尤莉亞) 新人公演 飾演:リュシェンヌ・マルチネ(盧榭奴‧瑪爾琪妮)『Gato Bonito!!(美麗的貓)』[42]
- 2018年11月-2019年2月 『ファントム(歌劇魅影)』飾演:ソレリ(索蕾莉) 新人公演 飾演:加布里爾(正式公演:梨花ますみ)※寶塚的版本並非安德魯洛伊韋伯的版本，而是1991年於德州首演的版本。[43]
- 2019年3-4月 寶塚Bow Hall 『PR×PRince』飾演:マリー(瑪莉)[44]
- 2019年5-9月 『壬生義士傳』飾演:みつ（少女）(少女美津)、新人公演 飾演:しづ/みよ(志津/美代)(正式公演:真彩希帆)『Music Revolution!(音樂革命)』[45][46][47]＊擔任新人公演女主角
- 2019年10-11月 『はばたけ黄金の翼よ(展開黃金的翅膀啊，改編粕谷紀子原作漫畫「風のゆくえ」)』飾演:ビアンカ(碧安卡)『Music Revolution!』[48]※全國巡迴公演
- 2020年1-2月 寶塚大劇場『ONCE UPON A TIME IN AMERICA（ワンス アポン ア タイム イン アメリカ）(四海兄弟)』 飾演:エヴァ(艾娃) 新人公演 飾演:キャロル(卡蘿)(正式公演:朝美絢)[49]
- 2020年2-3月 東京寶塚劇場 『ONCE UPON A TIME IN AMERICA（ワンス アポン ア タイム イン アメリカ）(四海兄弟)』 飾演:エヴァ(艾娃)[49]
- 2020年8-9月 梅田藝術劇場 『炎のボレロ(火焰波麗露)』飾演:モニカ(莫妮卡)『Music Revolution!-New Spirit-(音樂革命!新精神)』[50]
- 2020年10月 寶塚Bow Hall 凪七瑠海コンサート『パッション・ダムール-愛の夢-』(凪七瑠海音樂會「Passion d'Amour-愛之夢-」)[51]
- 2021年1-4月 『fff-フォルティッシッシモ-(fff －Fortississimo－～歡聲高唱！～)』飾演:モーツァルト(莫札特)『シルクロード〜盜賊と寶石〜(絲路～盜賊與寶石～)』[52]
- 2021年5-6月 寶塚Bow Hall、KAAT神奈川藝術劇場 『ほんものの魔法使(真正的魔法師)』飾演: ワン・メイ[53]
- 2021年8-11月 『CITY HUNTER(城市獵人)』飾演:野上冴子『Fire Fever!(火焰狂熱)』[54]

### 月組時期
- 2022年1-3月『今夜、ロマンス劇場で(今夜，在浪漫劇場與妳相遇)』飾演:成瀬塔子『FULL SWING!』[55]
- 2022年5月 舞濱圓形劇場 『Rain on Neptune(海王星上的雨)』飾演:クール♥[56]
- 2022年7-10月 『グレート・ギャツビー(大亨小傳)』飾演:ジョーダン・ベイカー(喬丹・貝克)[57]
- 2022年11-12月 KAAT神奈川藝術劇場、梅田藝術劇場『ELPIDIO（エルピディイオ）(埃爾皮迪奧)』飾演: パトリシア(派翠西亞)[58][59][60]＊擔任東上(東京特別公演)女主角
- 2023年2-4月 『應天之門』飾演:白梅『Deep Sea-海神たちのカルナバル-(Deep Sea-海神們的嘉年華會)』[61]
- 2023年6月 東急Orb劇場『DEATH TAKES A HOLIDAY(死神假期)』飾演:エヴァンジェリーナ・ディ・サン・ダニエッリ伯爵夫人(伊凡潔琳娜·迪·聖達涅利伯爵夫人)[62]
- 2023年8-11月『フリューゲル-君がくれた翼-(Flügel─你給予我的翅膀─)』飾演:ミク・エンゲルス(米酷・恩格斯)/代役：ナディア・シュナイダー(娜迪亞・休奈達)(正式公演:海乃美月)『万華鏡百景色（ばんかきょうひゃくげしき）(萬花筒百景色)』[63][64]
- 2024年1月 梅田藝術劇場 『G.O.A.T』[65]
- 2024年3-7月 『Eternal Voice 消え残る想い(Eternal Voice 殘存的思念)』飾演:エゼキエル(以西結)『Grande TAKARAZUKA 110!』[66]
- 2024年8-9月 東京藝術劇場Playhouse、寶塚Bow Hall 『BLUFF（ブラフ）－復讐のシナリオ－(BLUFF-復仇計畫)』飾演:アイリーン(艾琳/Irene)[67]
- 2024年11月-2025年3月 『ゴールデン・リバティ(黃金自由)』飾演:パール(珀爾)『PHOENIX RISING（フェニックス・ライジング）－IN THE MOONLIGHT－(鳳凰涅槃-在月光下)』[68]
- 2025年4-5月 『花の業平(花之業平)』飾演:あけび『PHOENIX RISING(鳳凰涅槃-在月光下)』[69]※全國巡迴公演
- 2025年7-11月 『GUYS AND DOLLS(紅男綠女)』飾演:ミス・アデレイド(阿德萊德小姐)、HOT BOX夜店女郎[70][71]※和彩海せら輪流扮演。＊退團公演

## 外部連結
- 寶塚官網彩美智瑠介紹頁面 （页面存档备份，存于）
- 關西電視台網站彩美智瑠簡介報導 （页面存档备份，存于）
- 東京都會電視台網站彩美智瑠簡介宝塚カフェブレイク登場人物彩みちる，存档于Archive.today（存檔日期 20250422）